# Houtensewetering
De Houtensewetering is een weg in de Nederlandse plaats Houten. De Houtensewetering loopt vanaf de Heemsteedseweg en "Daalderslag" tot aan de "Rondweg" die hier overheen gaat en gaat vervolgens over in "Beukenhout" en die weer in Weteringhout. Er bevinden zich talrijke monumentale boerderijen aan de Houtensewetering.
Zijstraat die op de Houtensewetering uitkomt is "De Tuibrug" en "De Brug" die deze straat kruist. Vroeger kon je vanaf de Houtensewetering zo richting het Oude Dorp kijken. Nu is het zicht hierop geheel onttrokken door de komst van het zwembad de Wetering, de brandweerkazerne, het afvalscheidingsstation, Chipolata en talrijke andere vestigingen. Het enige dat nog herinnerd aan dit zicht op het Oude Dorp zijn de twee torenspitsen van de Pleinkerk en de rooms-katholieke kerk Onze Lieve Vrouwe ten Hemelopneming.

## Geschiedenis
De Houtensewetering is aangelegd rond het jaar 1130. De naastgelegen sloot (wetering) maakte onderdeel uit van de ontginningen van Schalkwijk en Schonauwen en vormde de grens met de hoger gelegen Jutphase stroomrug. De naastgelegen weg stond tot in de 18e eeuw bekend onder de naam Schonauwsedijk. Langs de Houtensewetering werden boerderijen gebouwd, omdat juist hier nog enigszins drogere gronden waren te vinden.
In de middag van 15 juni 1928 brak er brand uit in de boerderij op nummer 19. Het was de eerste grote brand voor de brandweer van Houten.

## Fotogalerij

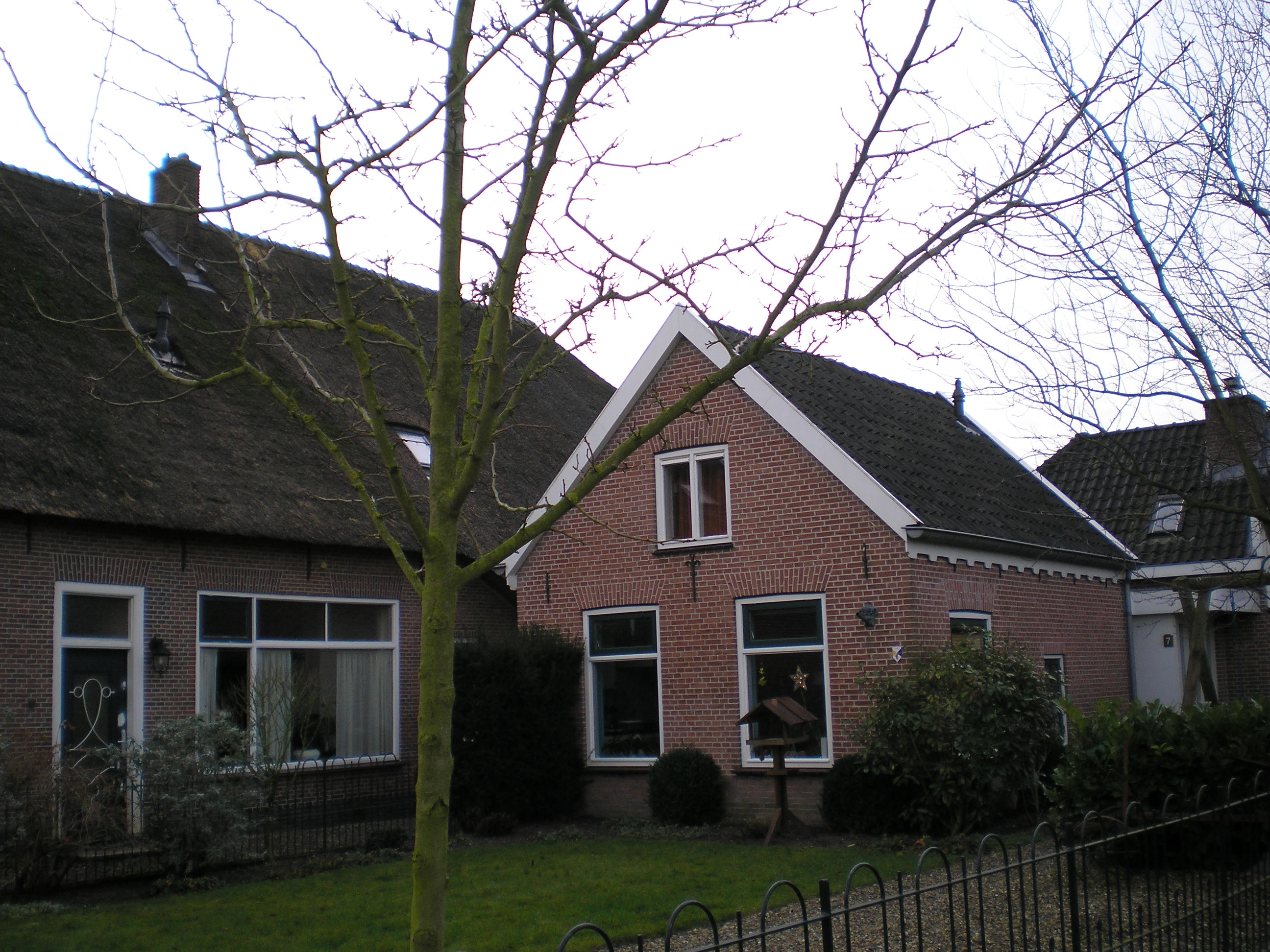
Houtensewetering 7 te Houten in Nederland (monument)
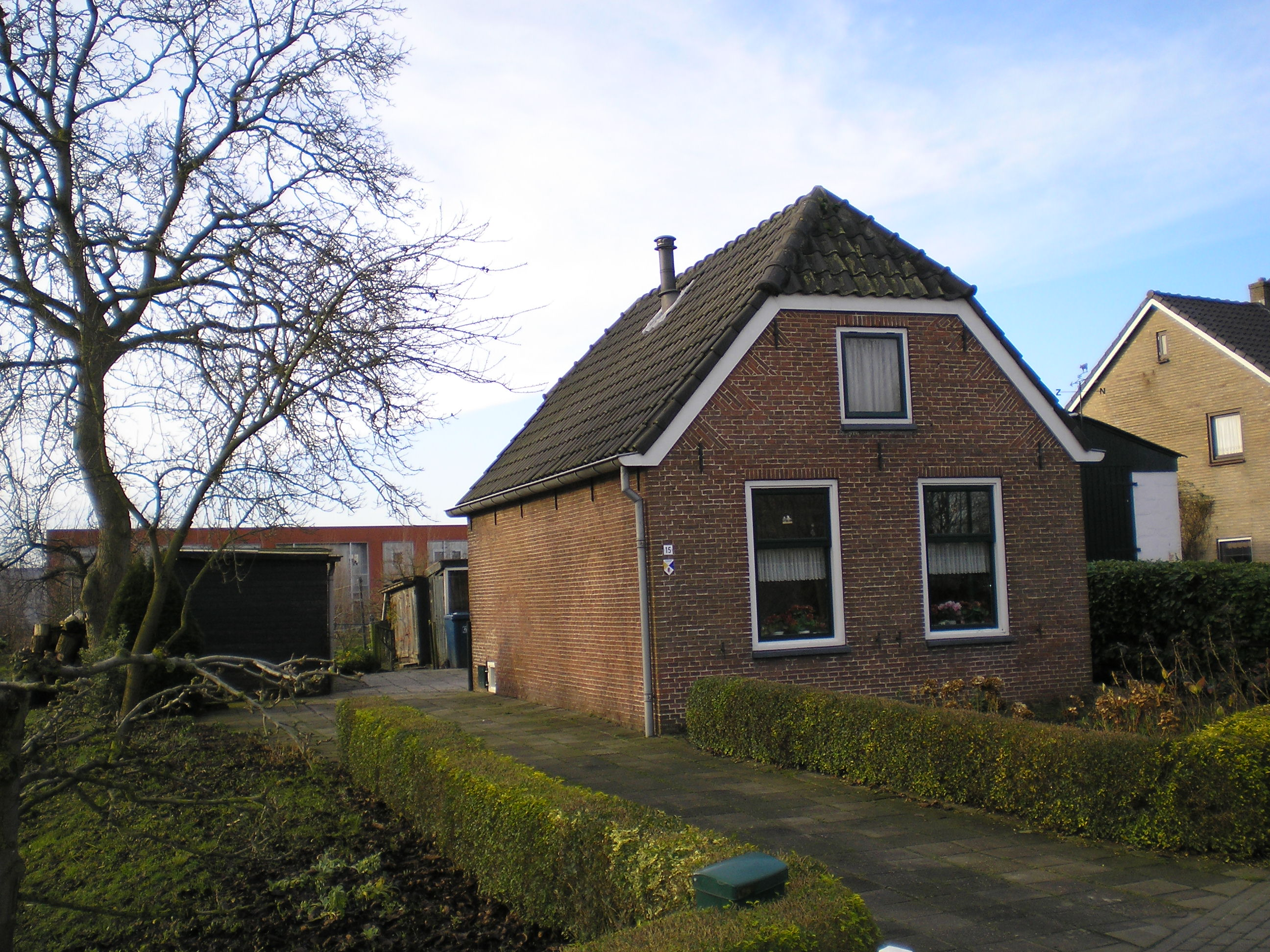
Houtensewetering 15 te Houten in Nederland (monument)
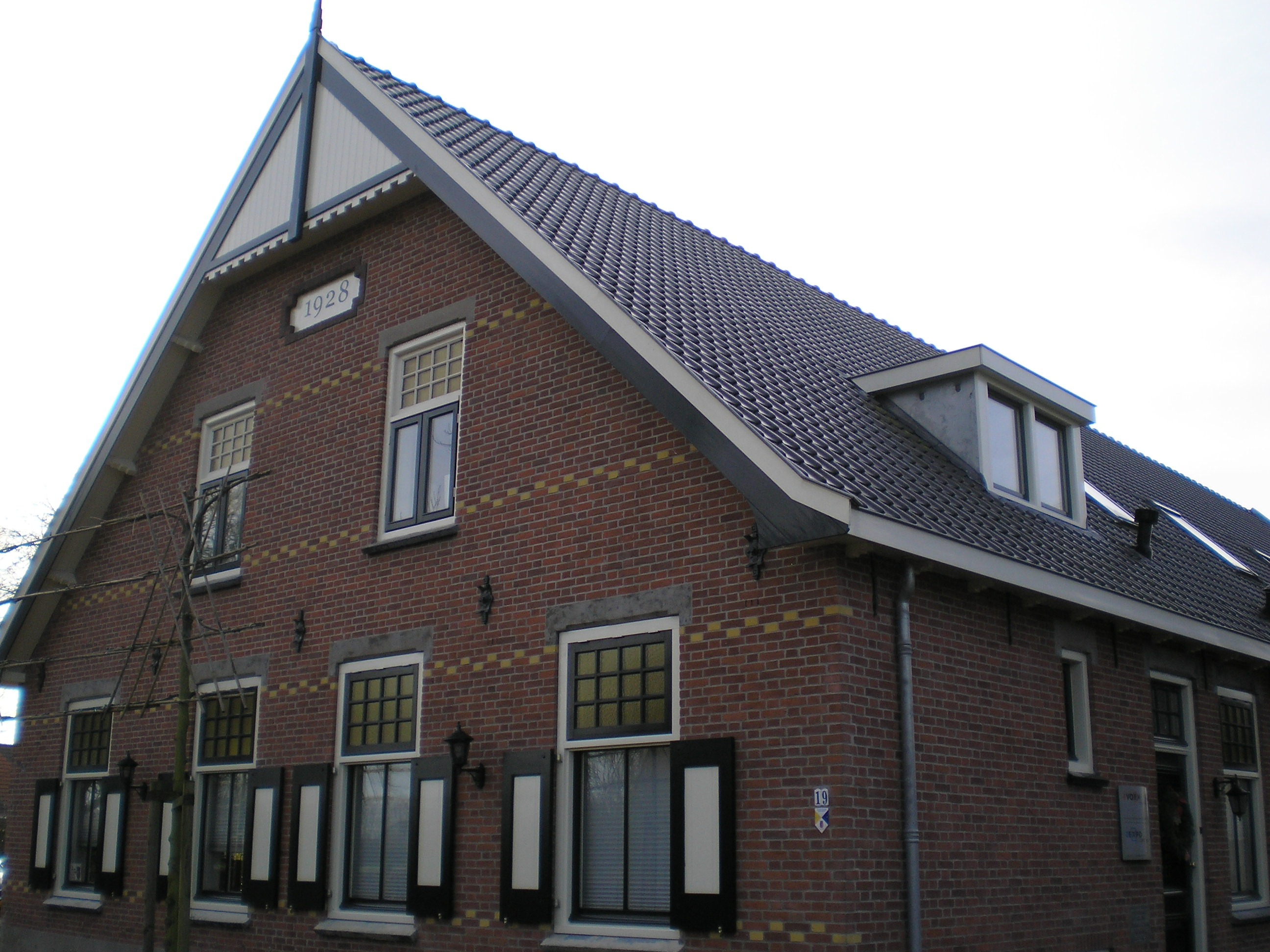
Houtensewetering 19 te Houten in Nederland (monument)(1928)
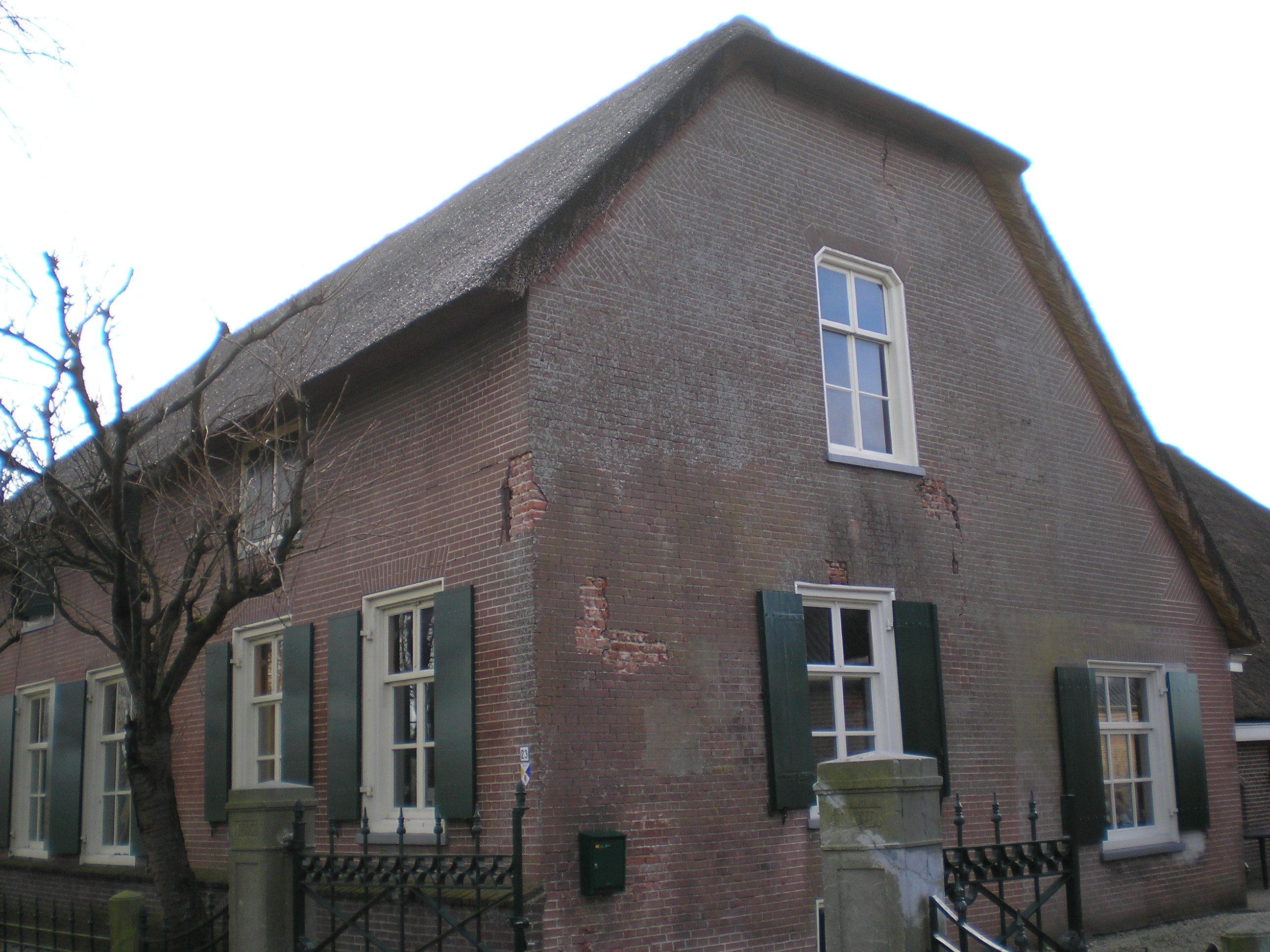
Houtensewetering 23 te Houten in Nederland (monument)
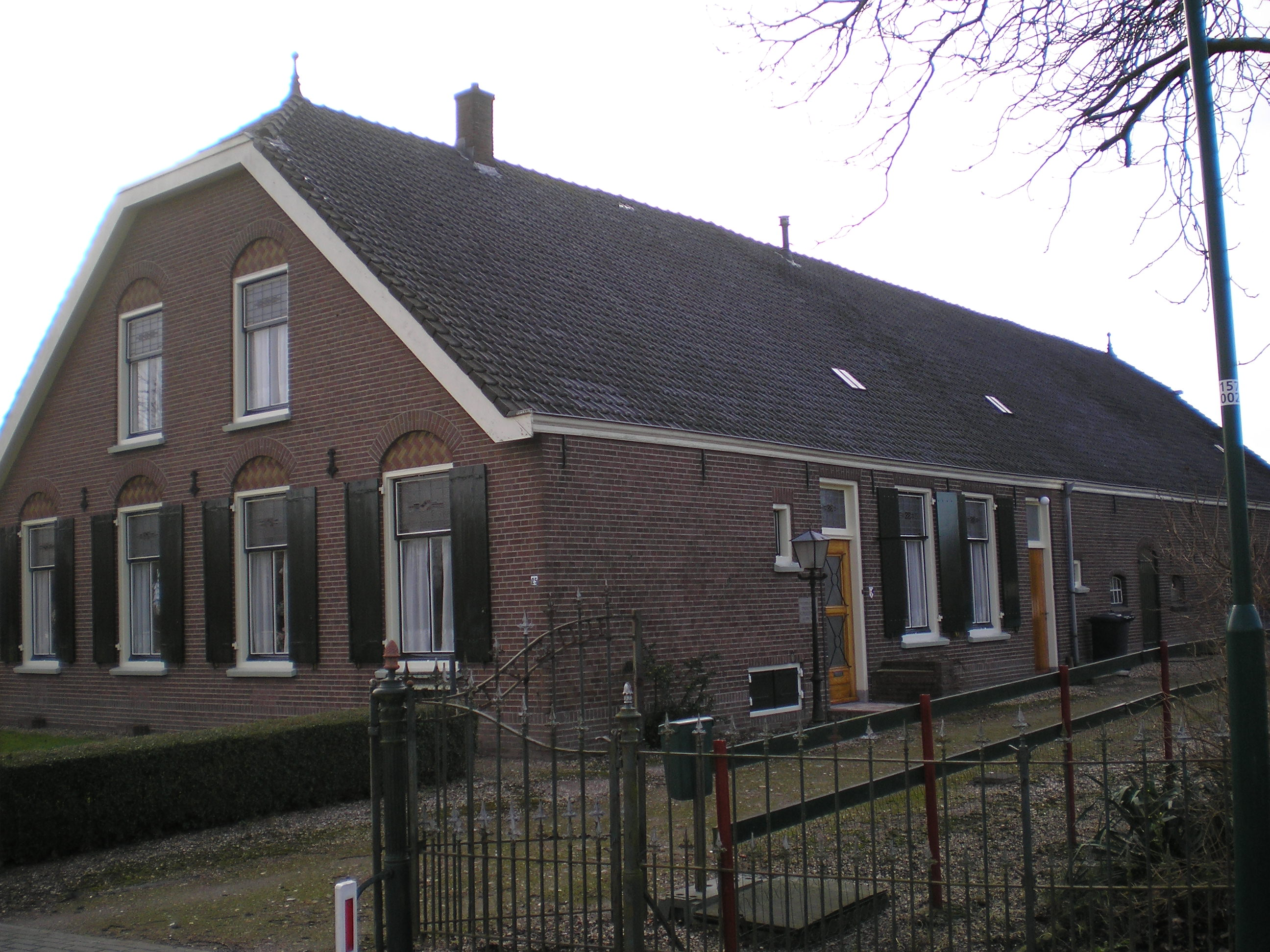
Houtensewetering 25 te Houten in Nederland (monument)
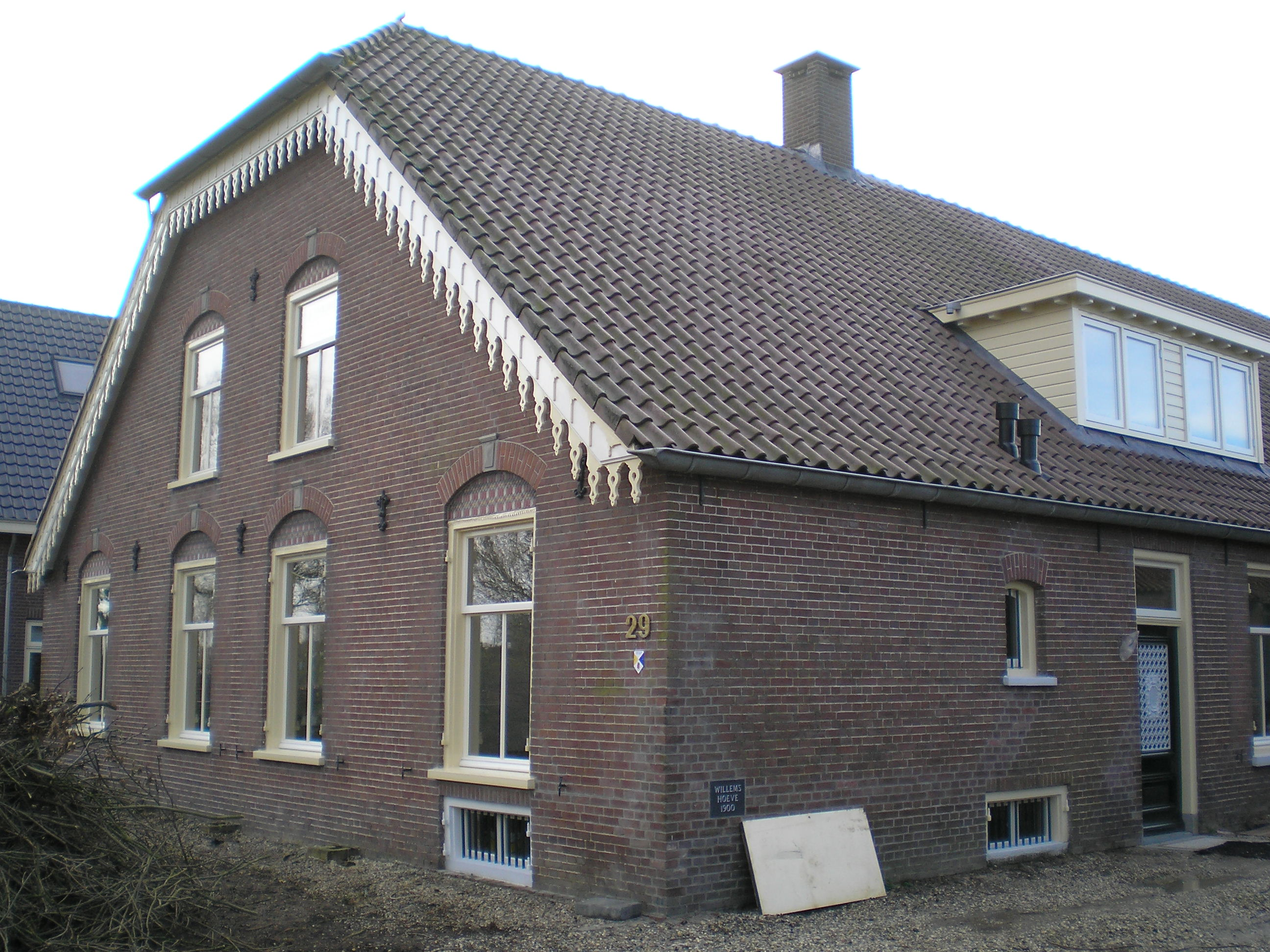
Houtensewetering 29 te Houten in Nederland (monument)
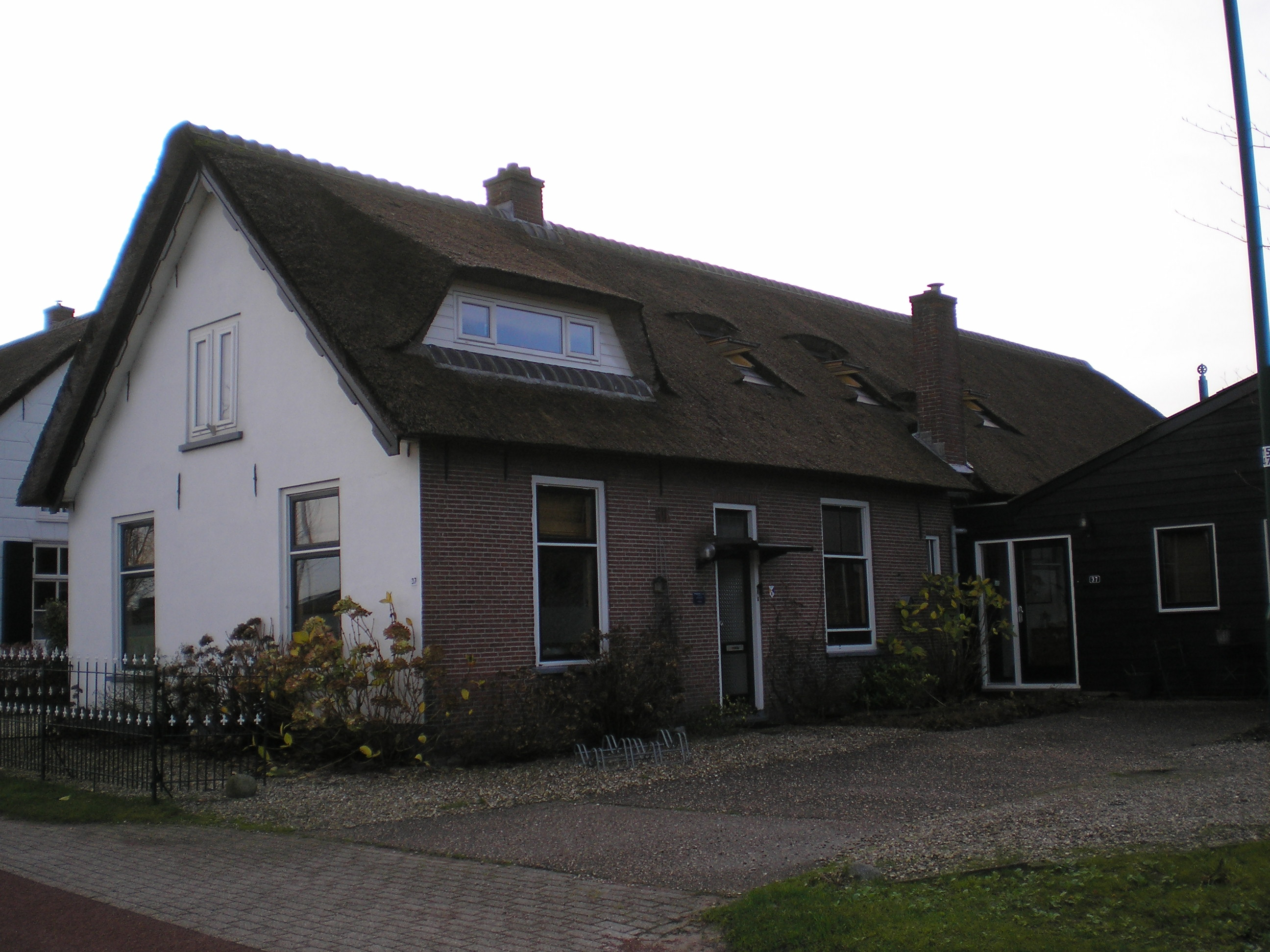
Houtensewetering 37 te Houten in Nederland (monument)
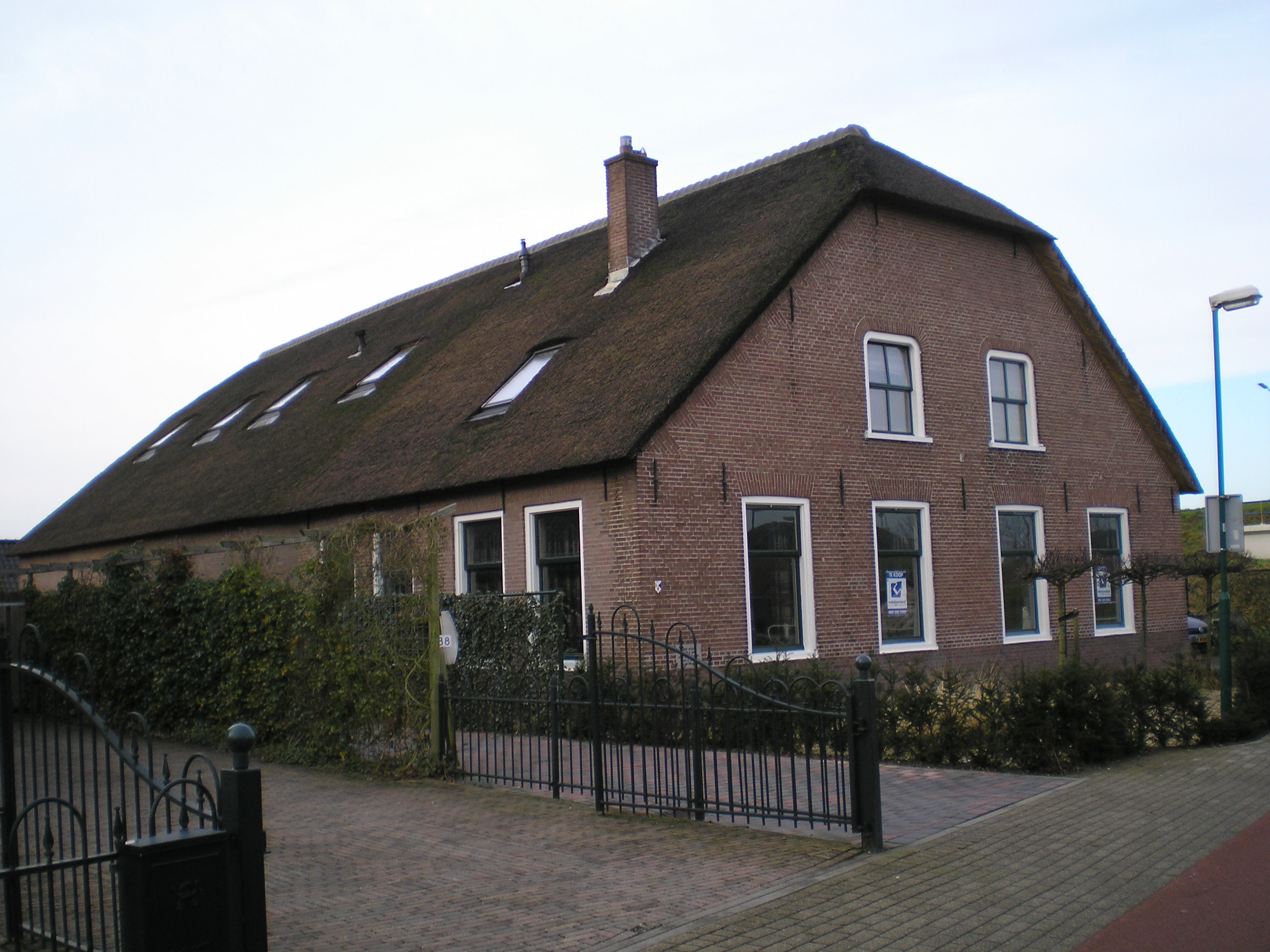
Houtensewetering 38 te Houten in Nederland (monument)
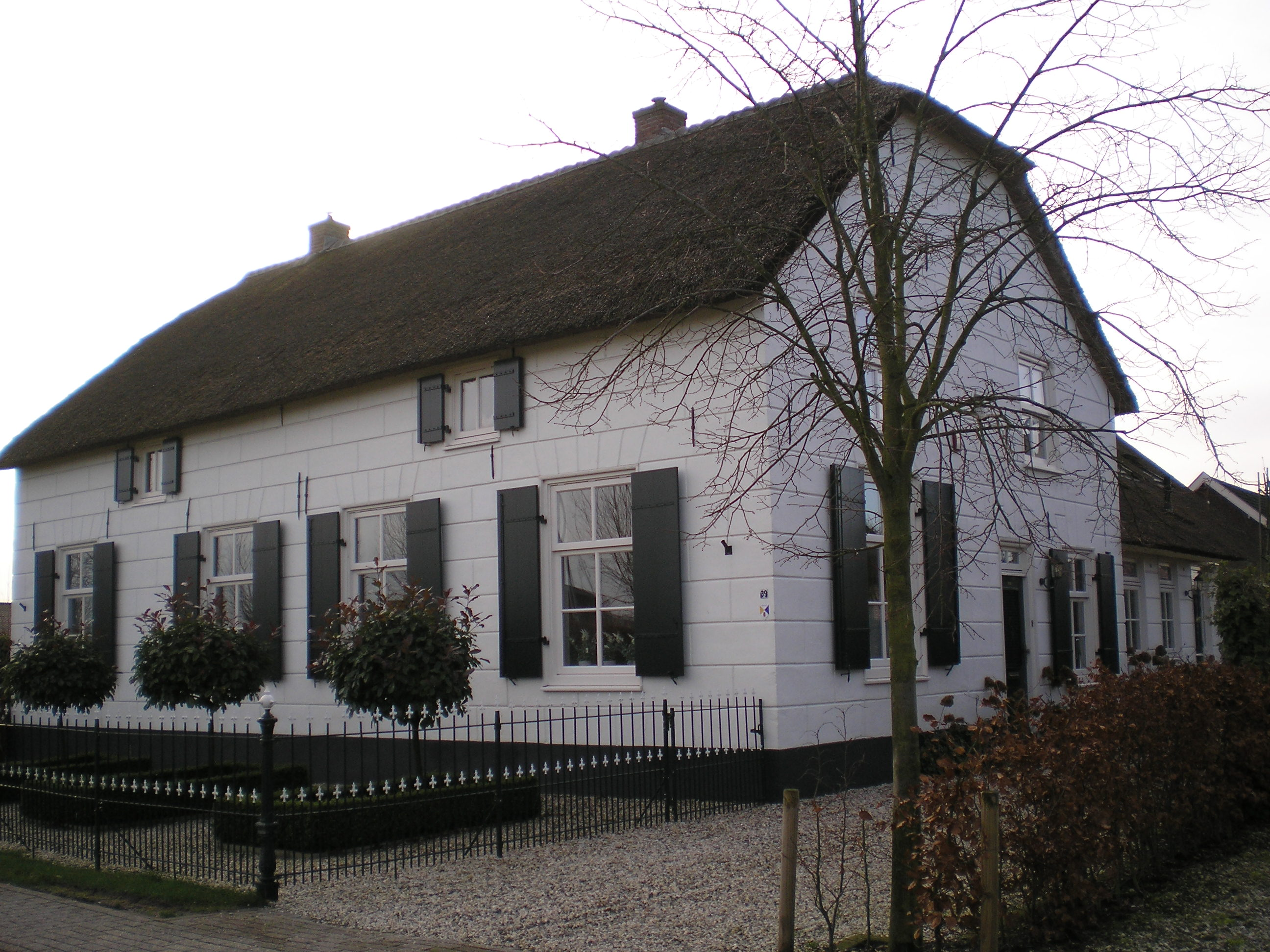
Houtensewetering 39 te Houten in Nederland (monument)
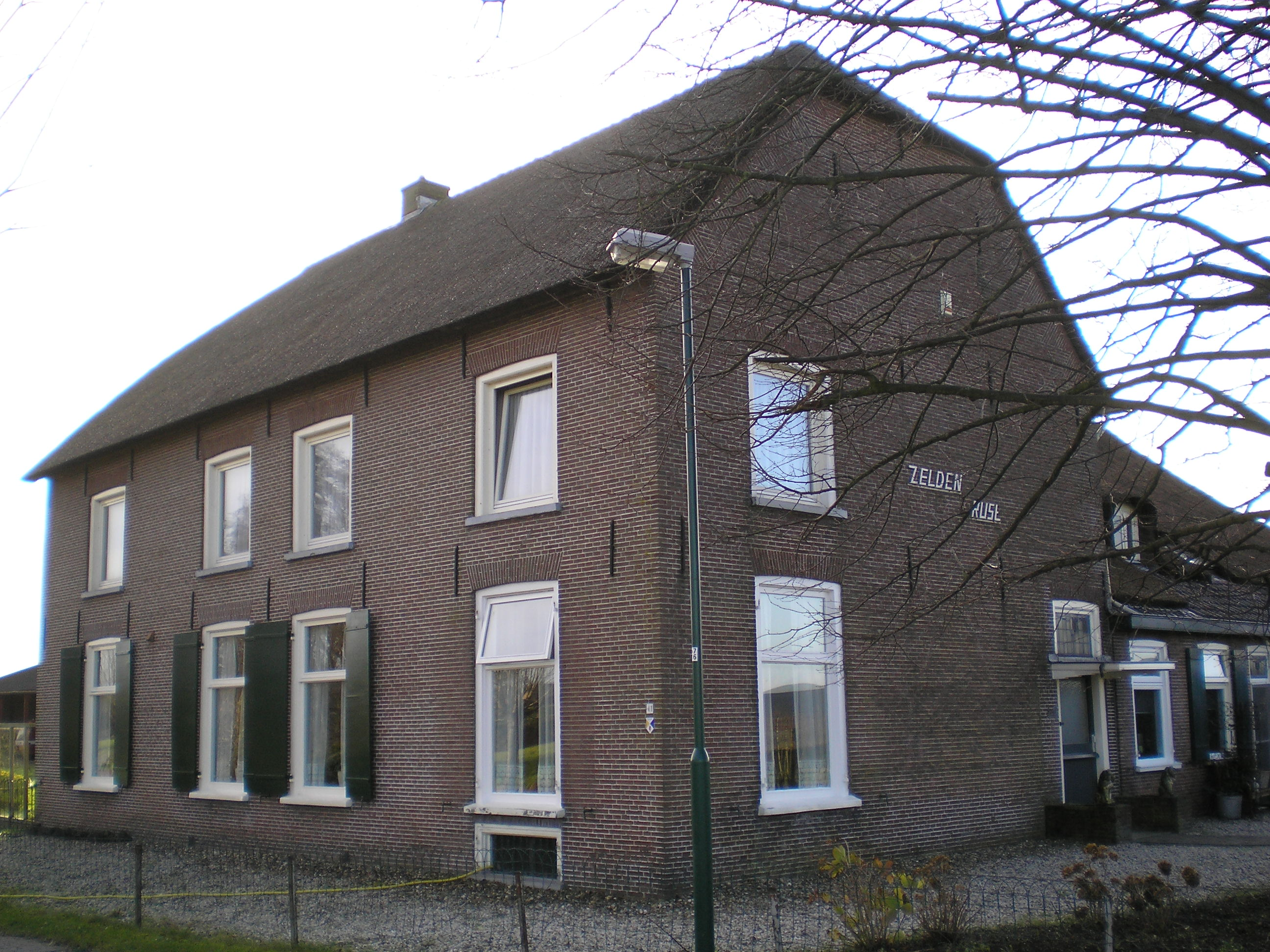
Houtensewetering 41 Zelden Rust te Houten in Nederland (monument)
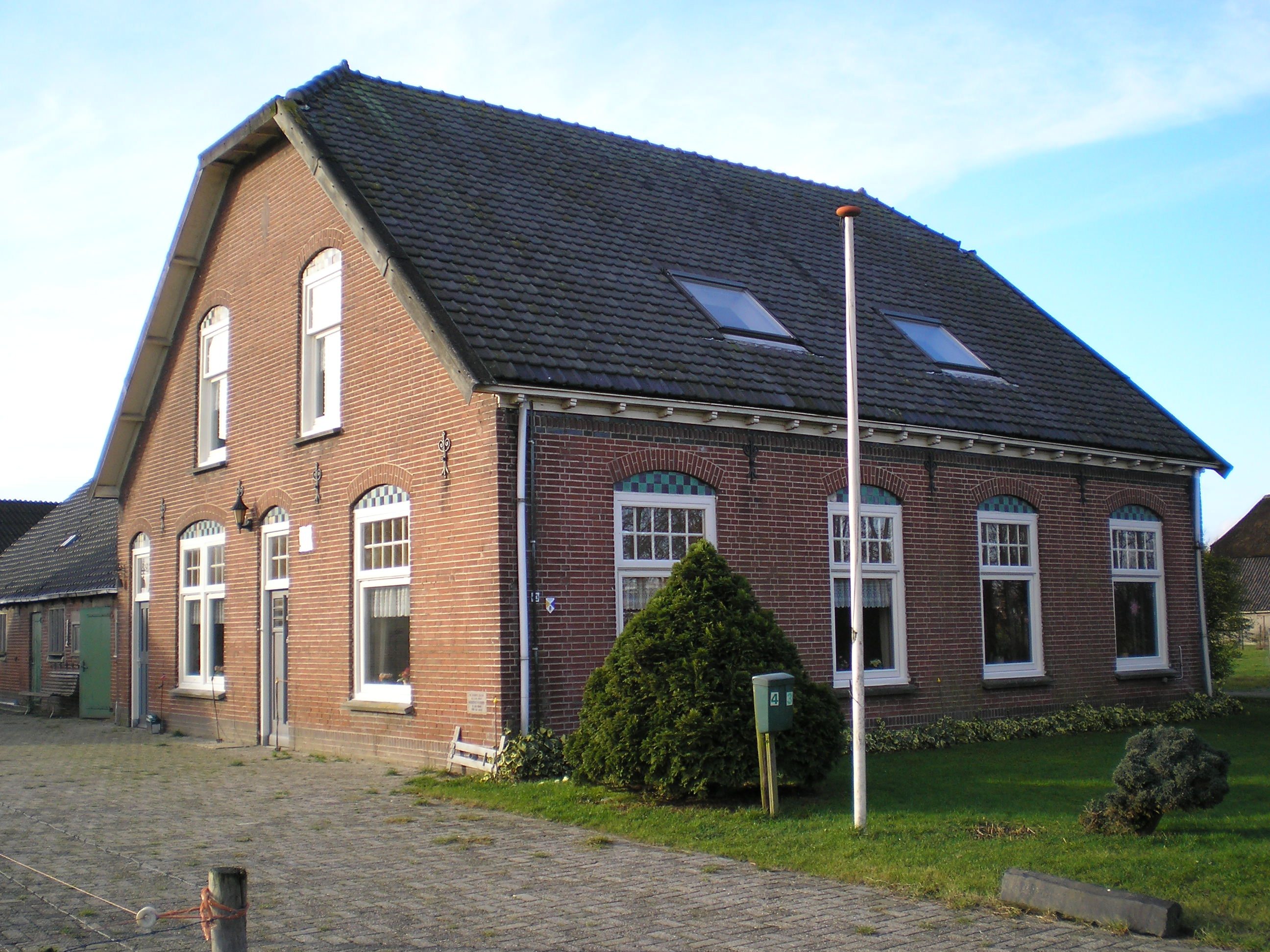
Houtensewetering 43 te Houten in Nederland (monument)
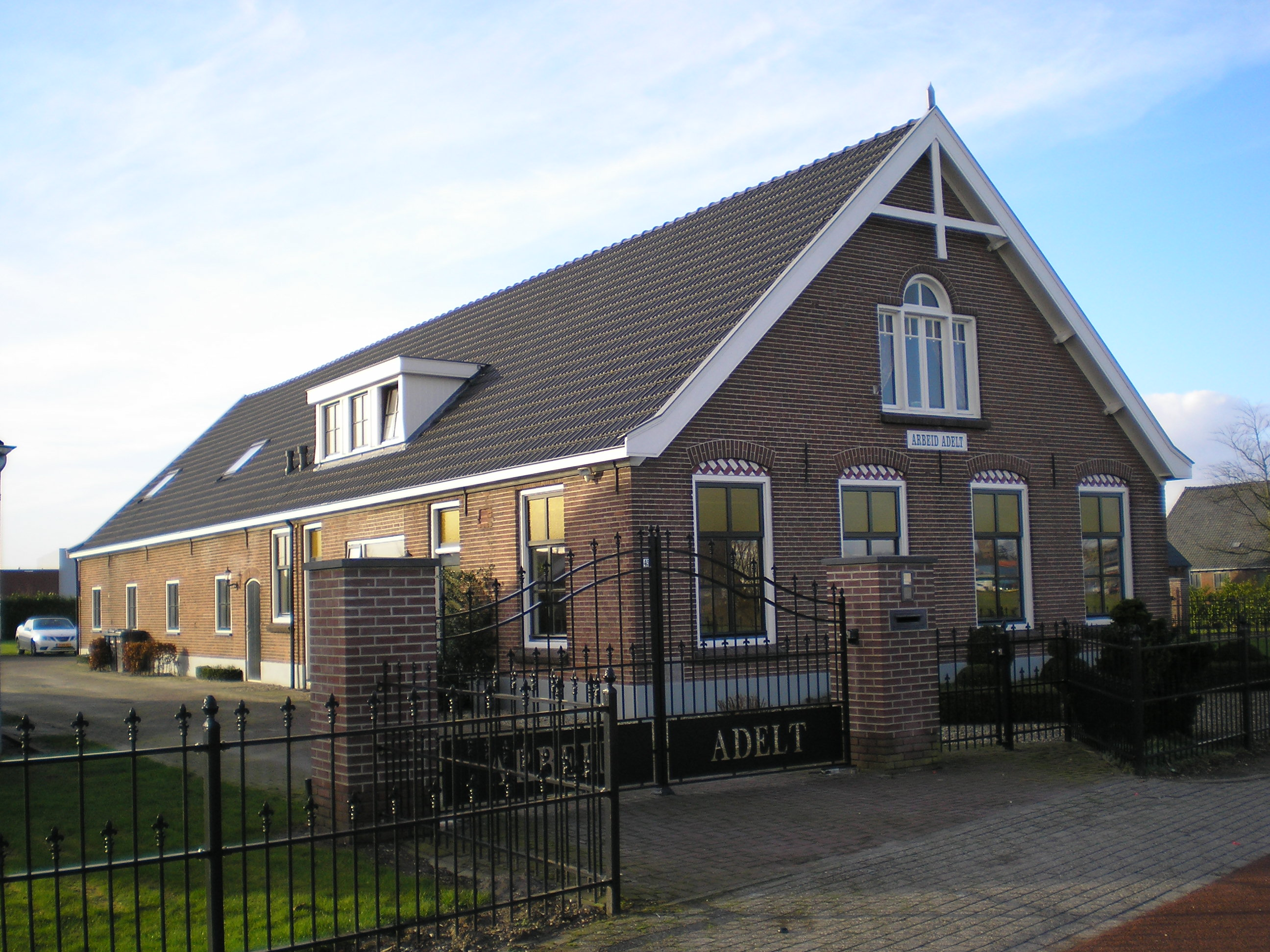
Houtensewetering 45 Arbeid Adelt te Houten in Nederland (monument)
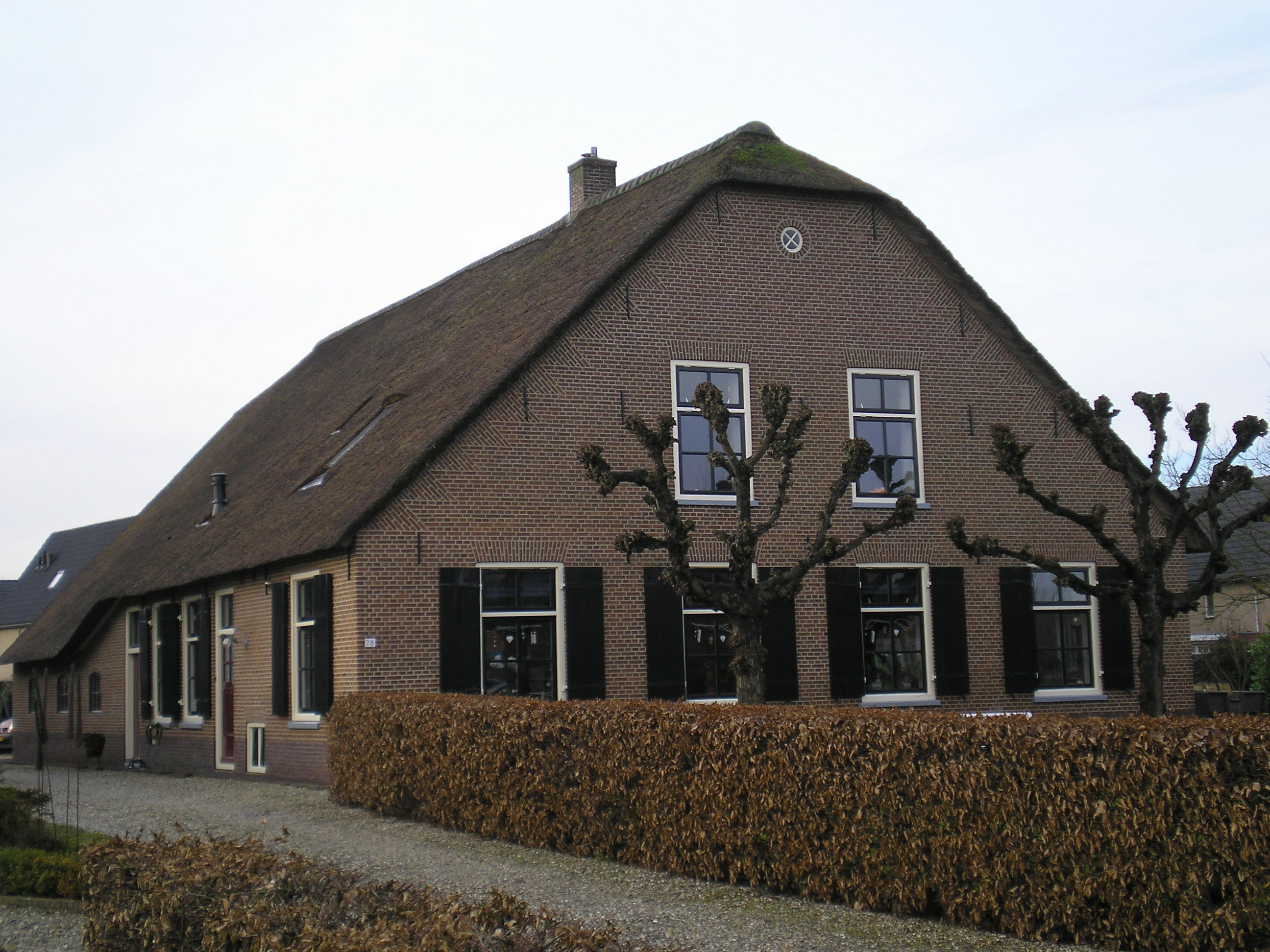
Houtensewetering 78 te Houten in Nederland

Beusichemseweg ·
Burgemeester Wallerweg ·
De Poort ·
Heemsteedseweg ·
Herenweg ·
Houtensewetering ·
Koningin Julianastraat ·
Loerikseweg ·
Lupine-oord ·
Notengaarde ·
Oud Wulfseweg ·
Plein ·
Prins Bernhardweg ·
Staatsspoor ·
Stationserf ·
Tiellandtspad ·
Vlierweg ·
Weteringhout